# モンス駅

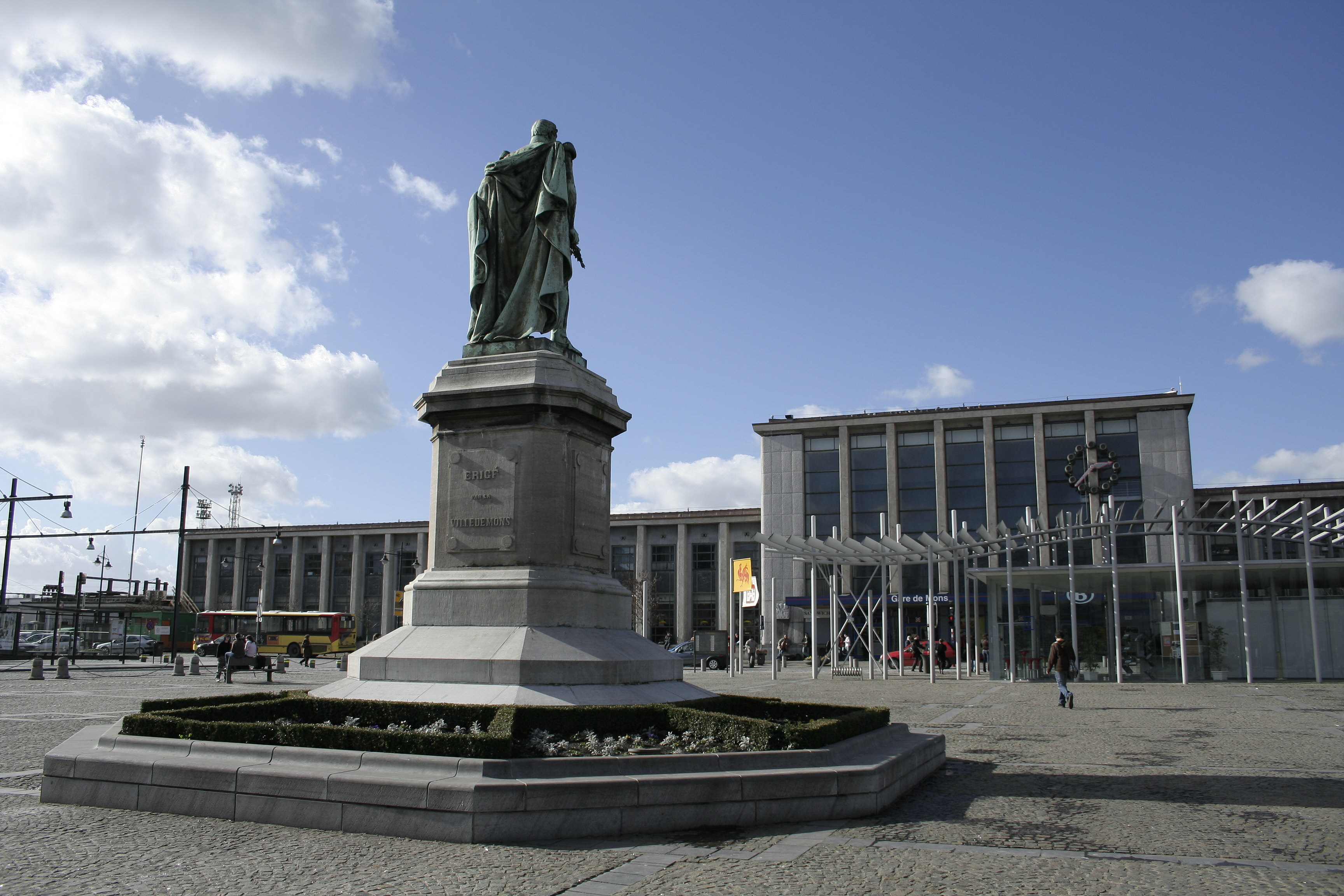
レオポルド広場とモンス駅

モンス駅 (フランス語：Gare de Mons、オランダ語：Station Bergen) はベルギーのモンスにあるベルギー国鉄96号線、97号線と118号線の鉄道駅である。タリスやICなどの都市間列車を始めローカル列車が発着する。

## 列車系統
- Thalys: パリ北駅 - ナミュール駅 - リエージュ＝ギユマン駅
- IC D: リール＝フランドル駅 - ナミュール駅 - ハースタル駅
- IC F: リエージュ＝ギユマン駅 - ブリュッセル南駅 - キエヴラン駅
- IR k: シャルルロワ南駅 - トゥルネー駅
- IR j: キエヴラン駅 - ブリュッセル空港駅
- L: モンス駅 - ソワニー駅
- L: モンス駅 - アト駅

## 駅データ
- 開業年 1841年12月19日
- 乗り入れ路線　96・97・118
- 駅コード FMS
- 番線数 7